# Dryophilinae
Dryophilinae — подсемейство жесткокрылых насекомых семейства точильщиков.

## Описание
Точки на диске надкрылий неправильные, иногда на боках собраны в ряды. Переднегрудь без углублений для бёдер.

## Систематика
В составе подсемейства:
- роды: Dryophilastes - Dryophilodes - Dryophilus - Grynobius - Homophthalmus - Neodryophilus - Pseudodryophilus - Ptilineurus - Sphinditeles